# ブルズ・アイ (映画)
『ブルズ・アイ』（原題：Made Men）は、1999年に公開されたアメリカ合衆国のアクションコメディ映画。HBO製作。出演はジェームズ・ベルーシ、ティモシー・ダルトン、マイケル・ビーチほか。
日本ではポニーキャニオンが2000年6月21日にVHSを発売した。

## あらすじ
元マフィアのビル・"ザ・マウス"・マヌーシは、"スキッパー"と呼ばれているギャングのボスから1200万ドルを盗み、FBIに情報を提供して妻と一緒に小さな田舎町に逃げ込んだ。だが、ビルを殺して盗んだ金を取り戻そうとギャングの手下がビルの元に迫る。

## キャスト
※括弧内は日本語吹替
- ビル・マヌッチ：ジェームズ・ベルーシ（玄田哲章）
- マイルズ：マイケル・ビーチ
- デックス・ドライヤー保安官：ティモシー・ダルトン
- カイル：スティーブ・レイルズバック
- フェリックス：カールトン・ウィルボーン
- デブラ：ヴァネッサ・エンジェル
- ロイス：ジェイミー・ハリス
- ニック：デヴィッド・オドネル
- コンリー副官：ティム・ケレハー
- カレブ：ドン・シャンクス
- ジェソップ：コンラッド・グッド